# Terbis
Terbis is een bestuurslaag in het regentschap Trenggalek van de provincie Oost-Java, Indonesië. Terbis telt 3497 inwoners (volkstelling 2010).